# ロバート・ウィテカー (写真家)
ロバート・ウィテカー（Robert Whitaker、1939年11月13日 - 2011年9月20日）は、イングランドのハートフォードシャー州ハーペンデン出身の写真家。

## 略歴
1964年から約2年間、ビートルズのカメラマンを務めた。1966年6月にアメリカ合衆国で発売された『イエスタデイ・アンド・トゥディ』の初版のジャケットに使われた写真を撮影し、同年の日本公演にも同行した。
2011年9月20日、イングランド南部のサセックス州で死去。71歳没。